# Sergej Kusevitskij
Sergej Kusevitskij (engelskspråkig form som används i USA: Serge Koussevitsky), född 26 juli 1874 i Vysjnij Volotjok i Tver oblast i Ryssland, död 4 juni 1951 i Boston, var en rysk-amerikansk dirigent, tonsättare och kontrabasist.
Kusevitskij var från 1920 verksam utanför Ryssland. Han har dirigerat uruppföranden av bland annat Aleksandr Skrjabins Prometheus, 
Modest Musorgskij/Maurice Ravels Tavlor på en utställning,
Igor Stravinskijs Psalmsymfoni,
Albert Roussels 3:e symfoni,
Sergej Prokofjevs 4:e symfoni,
Arthur Honeggers 1:a symfoni,
Aaron Coplands 3:e symfoni,
Bohuslav Martinůs 1:a och 3:e symfoni,
Arnold Schönbergs Teama och variationer Op.43. och
Leonard Bernsteins 2:a symfoni "The Age of Anxiety".
Kusevitskij har också komponerat en kontrabaskonsert.

## Utmärkelser
Asteroiden 1799 Koussevitzky är uppkallad efter honom.